# Cornelio de Berghes
Cornelio de Berghes (¿? - † 1545 o 1560) fue príncipe-obispo de Lieja desde 1538 hasta su dimisión en 1544.

## Biografía

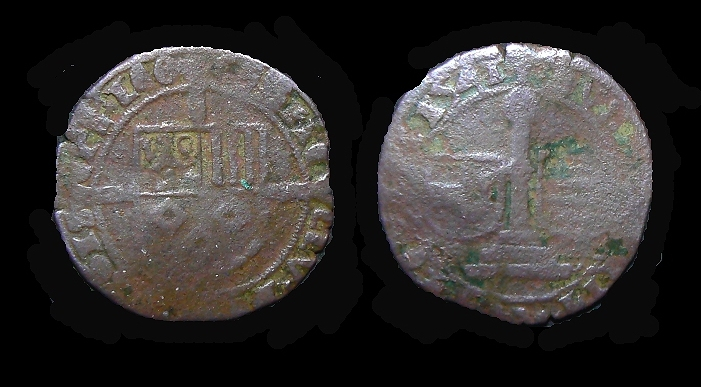
Moneda liejana de Cornelio de Berghes.

Cornelio de Berghes era hijo de Cornelio de Glymes, llamado de Berghes, y de María Magdalena Stryen, señora de Zevenberghe.
Estuvo mucho tiempo en la corte de Margarita de Austria. Carlos V quería asentar su autoridad en Lieja proponiendo a Cornelio como coadjutor, lo que el capítulo, muy afecto de sus prerrogativas sólo aceptó después de largas negociaciones.
Apenas había subido a la episcopado de Lieja cuando, el 16 de junio de 1538, Cornelio convocó a los estados generales de Lieja para decidir tres puntos: disolver el ejército alistado por su predecesor Érard de La Marck, reparar las fortificaciones del principado e intensificar la lucha contra el protestantismo, fiel a los principios virulentos de la contrarreforma. La persecución de los disidentes religiosos fue cruel y sin merced: en la primera oleada cuatro hombres fueron quemados, y diez mujeres fueron ahogadas en nombre del amor de Cristo.  En 1542 nombró un inquisidor en Lovaina por parte del ducado de Brabante, que formaba parte de la diócesis de Lieja. Su política sectaria e intolerante no dejó recuerdos positivos en la memoria colectiva de los liejanos.
En marzo de 1544 decidió casarse y dimitir. Tras su dimisión no se encuentran muchas noticias. El lugar y la fecha de su muerte no están muy claros.

### Citas
1. ↑  Le Roy, Alphonse (1897). «Corneille de Berghes». Biographie nationale T. II (en francés). Bruselas: Académie royale des sciences, des lettres et des Beaux-arts de Belgique. pp. 214 y ss. Archivado desde el original el 30 de marzo de 2014. Consultado el 30 de marzo de 2014.
2. 1 2 3  Mélard, Claude (30 de enero de 2014). «La renaissance liégeoise et la lutte contre la réforme». Chronologie de la principauté de Liége (en francés). Archivado desde el original el 24 de febrero de 2014. Consultado el 30 de marzo de 2014.